# 大頭鬍鯰
大頭鬍鯰（学名：Clarias macrocephalus）為輻鰭魚綱鯰形目塘虱魚科的其中一種，其种加词“macrocephalus”意为“大头的”。分布於亞洲泰國至越南、菲律賓，並引進中國、關島、馬來西亞，體長可達120公分，棲息在水質汙濁的平緩水流或氾濫區，屬肉食性，以魚類及昆蟲等為食，可做為食用魚及養殖魚類。